# Juan Ginés de Sepúlveda
Pour les articles homonymes, voir Sepulveda.
Juan Ginés de Sepúlveda (Pozoblanco, 1490 - Pozoblanco, 17 décembre 1573) est un homme d'Église espagnol du XVIe siècle. Il est avant tout connu pour avoir été au cœur de la controverse de Valladolid, opposé à Bartolomé de las Casas qui considérait comme immorale la conquête militaire du Nouveau Monde, affirmant de son côté comme justes la souveraineté et la conquête par les armes de l'Amérique par l'Espagne. Il a également écrit sur Charles Quint et sur les guerres qu'il a entreprises en Europe.
Son intérêt pour Aristote l'amène à traduire La Politique. La possibilité qu'y défend le philosophe grec d'encadrer des civilisations dès lors qu'elles sont moins développées, l'influencera et l'amènera à soutenir la légitimité de la conquête espagnole de l'Amérique à partir du moment où cela permettra d'inspirer aux Indiens des valeurs chrétiennes et humanistes qu'ils n'auraient pas.
Après le sac de Rome en 1527, Sepúlveda part pour Naples aux côtés du cardinal Cajetan qui le charge de la révision du texte grec du Nouveau Testament. Il rencontre Charles Quint et plaît à l'empereur qui le nomme son chroniqueur. Il combat les idées d'Érasme, réfute Luther et se prononce en faveur de Catherine d'Aragon, tante de Charles Quint et épouse d'Henri VIII d'Angleterre qui a demandé l'annulation du mariage. 
Revenu en Espagne, Sepúlveda est nommé précepteur du prince Philippe, futur Philippe II d'Espagne. Il devient prêtre en 1537.
Les années de maturité de Sepúlveda sont consacrées à la controverse sur la conquête et l'exploitation des Indiens. Après la Controverse de Valladolid, Sepúlveda se retire en 1567 dans son village natal de Pozoblanco où il meurt après avoir consacré ses dernières années à l'écriture d'ouvrages historiques.

## Œuvre
Le débat sur la légitimité de la conquête et de l'asservissement des Indiens, commencé dès 1511, est un élément majeur dans l'œuvre de Sepúlveda. Chroniqueur de l'empereur Charles Quint, son œuvre De rebus gestis Caroli Quinti revêt un caractère aussi panégyrique. Son Histoire de la conquête du Nouveau Monde (De rebus hispanorum gestis ad Novum Orbem Mexicumque) l'amène à devenir le défenseur quasi officiel de la conquête, de la colonisation et de l'évangélisation des populations autochtones de l'Amérique.
En parlant des Amérindiens, il écrit en 1543 dans Des justes causes de la guerre:

« [...] ces hommelets si médiocrement humains, dépourvus de toute science et de tout art, sans monument du passé autre que certaines peintures aux évocations imprécises. Ils n'ont pas de lois écrites mais seulement des coutumes, des traditions barbares. Ils ignorent même le droit de propriété. »

Influencé par la philosophie d'Aristote, il y justifie, par le but de les élever au même niveau, un droit des peuples de civilisations plus développées à soumettre les autres et s'oppose en cela aux idées du théologien dominicain Francisco de Vitoria. Il s'oppose également au dominicain Bartolomé de las Casas et publie en 1544 le Democrates secundus, sive De justis causis belli apud indium dit aussi Democrates alter, pour répliquer aux Trente propositions très juridiques de ce dernier. Dans cet ouvrage, se fondant sur Aristote qu’il considère comme entièrement compatible avec la doctrine chrétienne, Sepúlveda défend la thèse que la guerre de conquête menée en Amérique est juste et que les Indiens sont esclaves par nature. Il pose ainsi les fondements de l’impérialisme espagnol en analysant les droits et les responsabilités de la couronne en la matière. Sepúlveda fait des Indiens des esclaves « par nature », radicalement inférieurs aux Espagnols. Affirmant l’infériorité des sociétés indigènes, il condamne leurs pratiques contre nature (cannibalisme, sacrifices humains) et proclame la nécessité de veiller au bien des vaincus en leur enseignant des « modes de vie justes et humains ». Il tire son information de l’Historia general de las Indias de Gonzalo Fernández de Oviedo y Valdés (1478-1557), publiée en 1535. Ces considérations, pourtant partagées par de nombreux contemporains, soulevèrent un tollé. Le traité n’a pu être imprimé en Espagne et a été censuré en 1547 par les universités d’Alcala et de Salamanque.
En 1548, des théologiens sont chargés d'examiner le traité de Sepúlveda. Las Casas parvint à faire censurer l'impression des œuvres de Sepúlveda et à bloquer le tirage de l'Historia de Gonzalo Fernández de Oviedo y Valdés. La confrontation lui inspire également la grande Historia apologetica, comparaison entre les civilisations indigènes et celles de l'Antiquité. Sepulveda riposte par une apologie du Democrates alter, ouvrage qui est condamné.
Ces divergences amènent à une réunion de théologiens à Valladolid (c'est la controverse de Valladolid) en 1550.
L'école de Salamanque et Francisco de Vitoria s'étaient déjà opposées à ces arguments en distinguant Loi naturelle et Droit naturel déclarant que l'établissement d'une société, d'une civilisation est une chose naturelle à l'Homme et que toutes les sociétés étant égales en dignité, nul ne peut se fonder sur l'infériorité de leur développement pour les soumettre. Dans cette perspective, le rival de Sepúlveda, Bartolomé de las Casas, défend l'égalité générique des êtres humains en marge de toute position politique et la nécessité de se limiter à envoyer des prédicateurs pour évangéliser, sans aucun appui militaire.
Il n'y a pas eu de conclusion à ces travaux et chacun des participants s'est considéré comme vainqueur.

## Œuvres

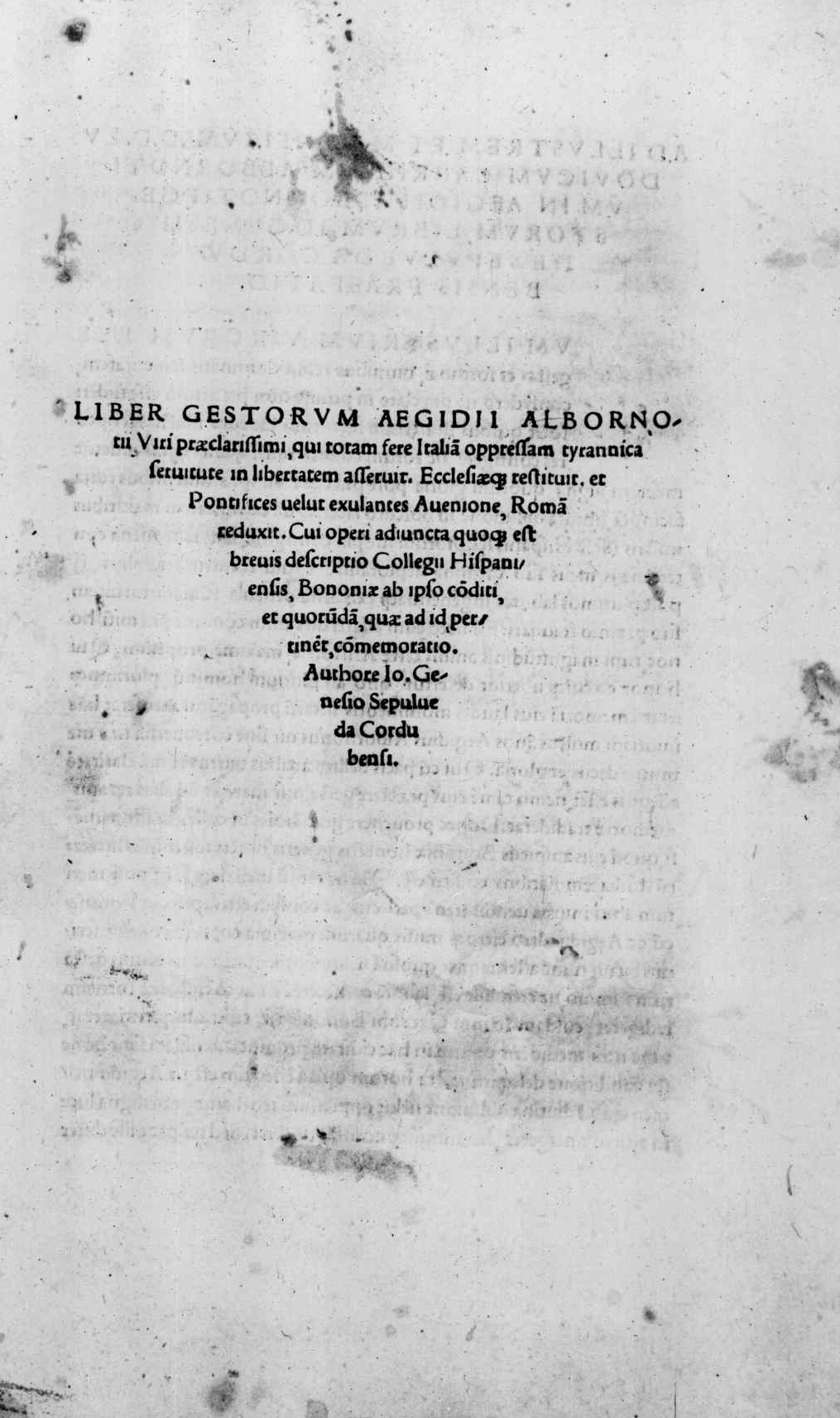
Liber gestorum Aegidii Albornotii, 1521

- (la) Liber gestorum Aegidii Albornotii, Bologne, Girolamo Benedetti, 1521 (lire en ligne)
- Gonsalus sive de appetenda gloria, 1523.
- De fato et libero arbitrio, Roma, 1526.
- Cohortatio ut bellum suscipiat in Turcas, 1529.
- De ritu nuptiarum et dispensatione, Roma, 1531.
- De convenientia militaris disciplinae cum christiana religione qui inscribitur Democrates, Roma, 1535.
- Alexandri Aphrodisiei Commentaria in dvodecim Aristotelis libros De prima philosophia, interprete Ioanne Genesio Sepulveda, Parisiis, Simon de Colines, 1536.
- De rebus gestis Caroli V
- De rebus gestis Philippi II
- Democrates secundus sive de iustis belli causis..., 1544.
- Apologia pro libro de justis belli causis, 1550.
- Epistolarum libri septem, 1557.
- (la) Historia de bello administrato in Italia, Bologne, Antonio Giaccarelli & Pellegrino Bonardo, 1559 (lire en ligne)
- De regno libri III, 1570.
- (la) Opera omnia, Cologne, Arnold Mylius, 1602 (lire en ligne)
- Democrates alter, 1892.